# Châtel-de-Neuvre
Châtel-de-Neuvre és un municipi francès, situat al departament de l'Alier i a la regió d'Alvèrnia-Roine-Alps. L'any 2007 tenia 517 habitants.

## Demografia

### Població
El 2007 la població de fet de Châtel-de-Neuvre era de 517 persones. Hi havia 220 famílies de les quals 68 eren unipersonals (28 homes vivint sols i 40 dones vivint soles), 68 parelles sense fills, 64 parelles amb fills i 20 famílies monoparentals amb fills.
La població ha evolucionat segons el següent gràfic:
Habitants censats

### Habitatges
El 2007 hi havia 293 habitatges, 237 eren l'habitatge principal de la família, 25 eren segones residències i 31 estaven desocupats. 278 eren cases i 11 eren apartaments. Dels 237 habitatges principals, 177 estaven ocupats pels seus propietaris, 56 estaven llogats i ocupats pels llogaters i 4 estaven cedits a títol gratuït; 1 tenia una cambra, 13 en tenien dues, 46 en tenien tres, 58 en tenien quatre i 119 en tenien cinc o més. 166 habitatges disposaven pel capbaix d'una plaça de pàrquing. A 98 habitatges hi havia un automòbil i a 98 n'hi havia dos o més.

### Piràmide de població
La piràmide de població per edats i sexe el 2009 era:
| Homes | Edats   | Dones |
| ----- | ------- | ----- |
| 0     | 95 o +  | 0     |
| 0     | 90 a 94 | 0     |
| 4     | 85 a 89 | 4     |
| 4     | 80 a 84 | 0     |
| 8     | 75 a 79 | 24    |
| 16    | 70 a 74 | 28    |
| 20    | 65 a 69 | 4     |
| 24    | 60 a 64 | 16    |
| 20    | 55 a 59 | 16    |
| 20    | 50 a 54 | 24    |
| 20    | 45 a 49 | 12    |
| 24    | 40 a 44 | 16    |
| 12    | 35 a 39 | 12    |
| 20    | 30 a 34 | 8     |
| 16    | 25 a 29 | 24    |
| 4     | 20 a 24 | 12    |
| 24    | 15 a 19 | 8     |
| 4     | 10 a 14 | 0     |
| 16    | 5 a 9   | 20    |
| 16    | 0 a 4   | 4     |

## Economia
El 2007 la població en edat de treballar era de 328 persones, 249 eren actives i 79 eren inactives. De les 249 persones actives 219 estaven ocupades (121 homes i 98 dones) i 30 estaven aturades (19 homes i 11 dones). De les 79 persones inactives 38 estaven jubilades, 13 estaven estudiant i 28 estaven classificades com a «altres inactius».

### Ingressos
El 2009 a Châtel-de-Neuvre hi havia 246 unitats fiscals que integraven 544,5 persones, la mediana anual d'ingressos fiscals per persona era de 16.193 €.

### Activitats econòmiques
Dels 28 establiments que hi havia el 2007, 1 era d'una empresa alimentària, 6 d'empreses de construcció, 7 d'empreses de comerç i reparació d'automòbils, 1 d'una empresa de transport, 4 d'empreses d'hostatgeria i restauració, 1 d'una empresa immobiliària, 3 d'empreses de serveis, 2 d'entitats de l'administració pública i 3 d'empreses classificades com a «altres activitats de serveis».
Dels 9 establiments de servei als particulars que hi havia el 2009, 1 era un taller de reparació d'automòbils i de material agrícola, 2 guixaires pintors, 1 fusteria, 1 lampisteria, 2 perruqueries, 1 restaurant i 1 agència immobiliària.
Dels 3 establiments comercials que hi havia el 2009, 1 era una botiga de menys de 120 m², 1 una fleca i 1 una llibreria.
L'any 2000 a Châtel-de-Neuvre hi havia 17 explotacions agrícoles que ocupaven un total de 576 hectàrees.

## Equipaments sanitaris i escolars
El 2009 hi havia una escola elemental integrada dins d'un grup escolar amb les comunes properes formant una escola dispersa.

## Poblacions més properes
El següent diagrama mostra les poblacions més properes.